# Тразани (Пезаро и Урбино)
Тразани је насеље у Италији у округу Пезаро и Урбино, региону Марке.
Према процени из 2011. у насељу је живело 885 становника. Насеље се налази на надморској висини од 194 м.